# Біла Віселка
Біла Віселка (пол. Białа Wisełkа) — річка в Польщі, у Цешинському повіті Сілезького воєводства. Один із витоків Вісли, (басейн Балтійського моря).

## Опис
Довжина річки приблизно 7 км, найкоротша відстань між витоком і гирлом — 6,27 км, коефіцієнт звивистості річки — 1,12 . Формується притоками та багатьма безмінними струмками.

## Розташування
Бере початок на північно-західних схилах Баранячої Гори. Починається злиттям декількох дрібних струмків, зокрема Вонтробного, Розточного та Глібчанського. Основним витоком Білої Віселки вважається початок струмка Вонтробний. Спочатку тече переважно на північний захід, потім на південний захід понад танцювальним павільйоном «Колиба у Маріолі», туристичним пам'ятником «Скелі Грибові» і у озері Чернянському зливається з річкою Чорною Віселкою, лівою притокою Вісли.

## Притоки
- Вонтробний Потік, Розточний Потік (ліві); Глібчанський Потік (правий).

## Цікавий факт
- Річка розташована у межах міста Вісла.

## Галерея

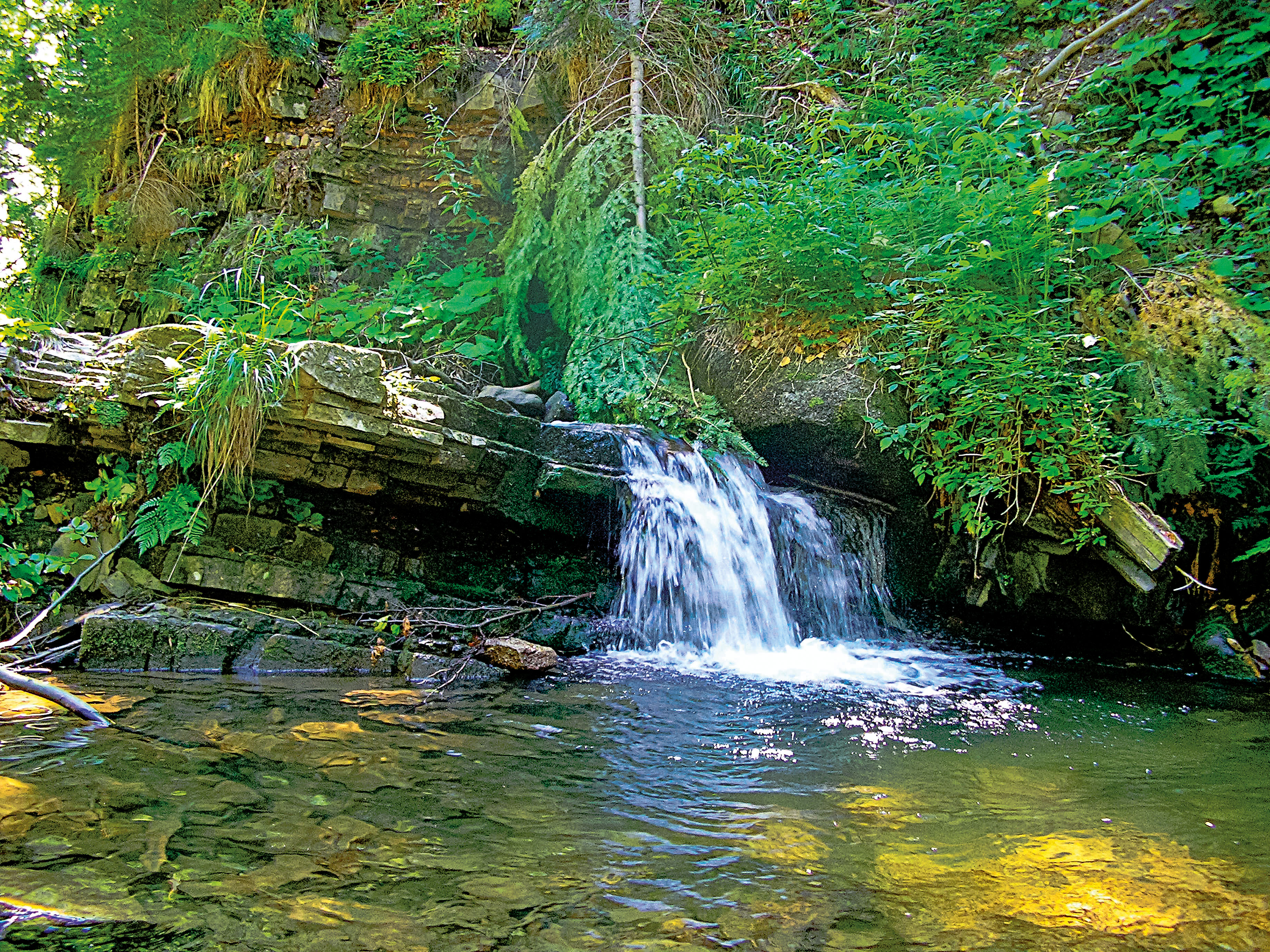
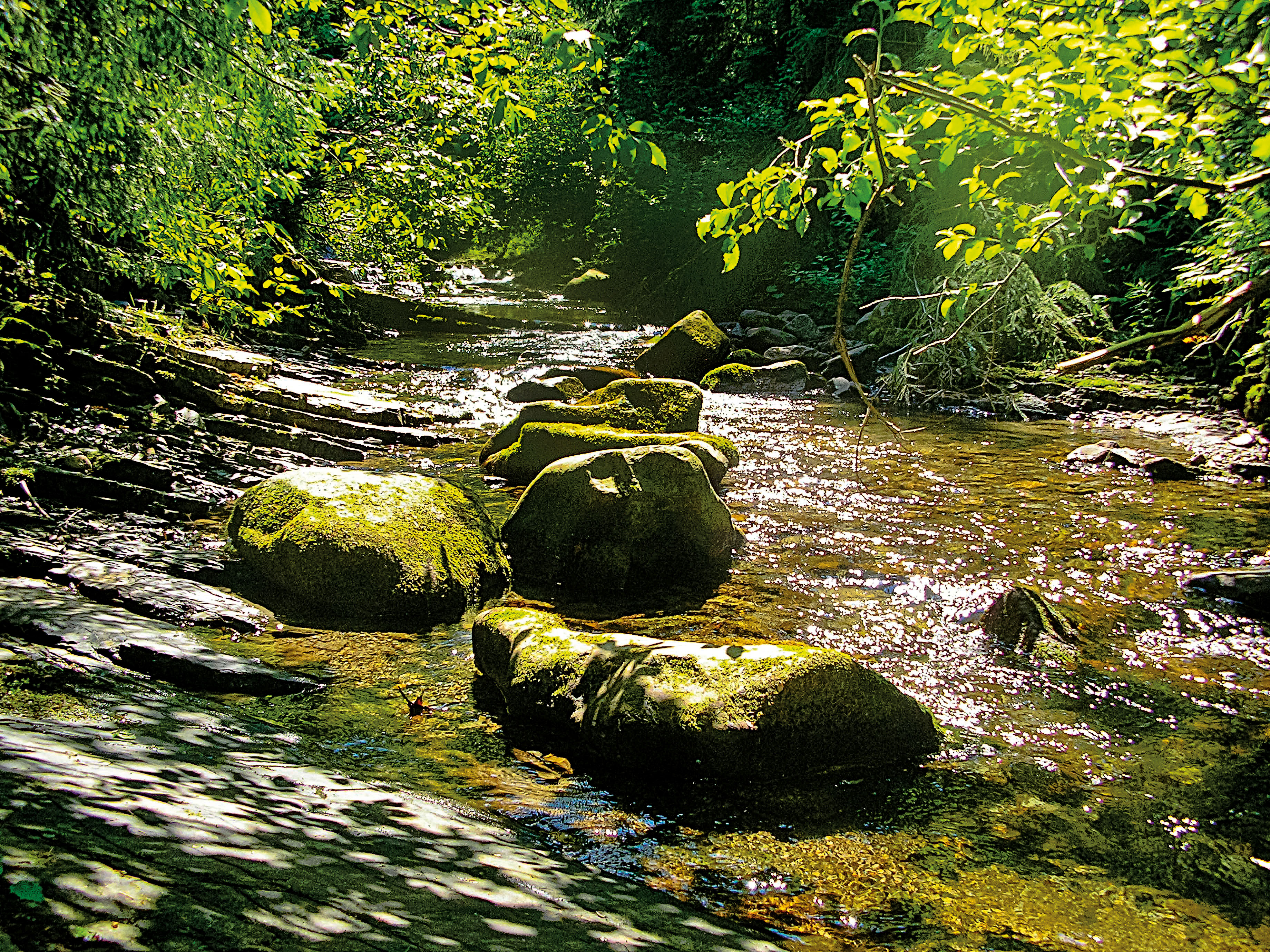
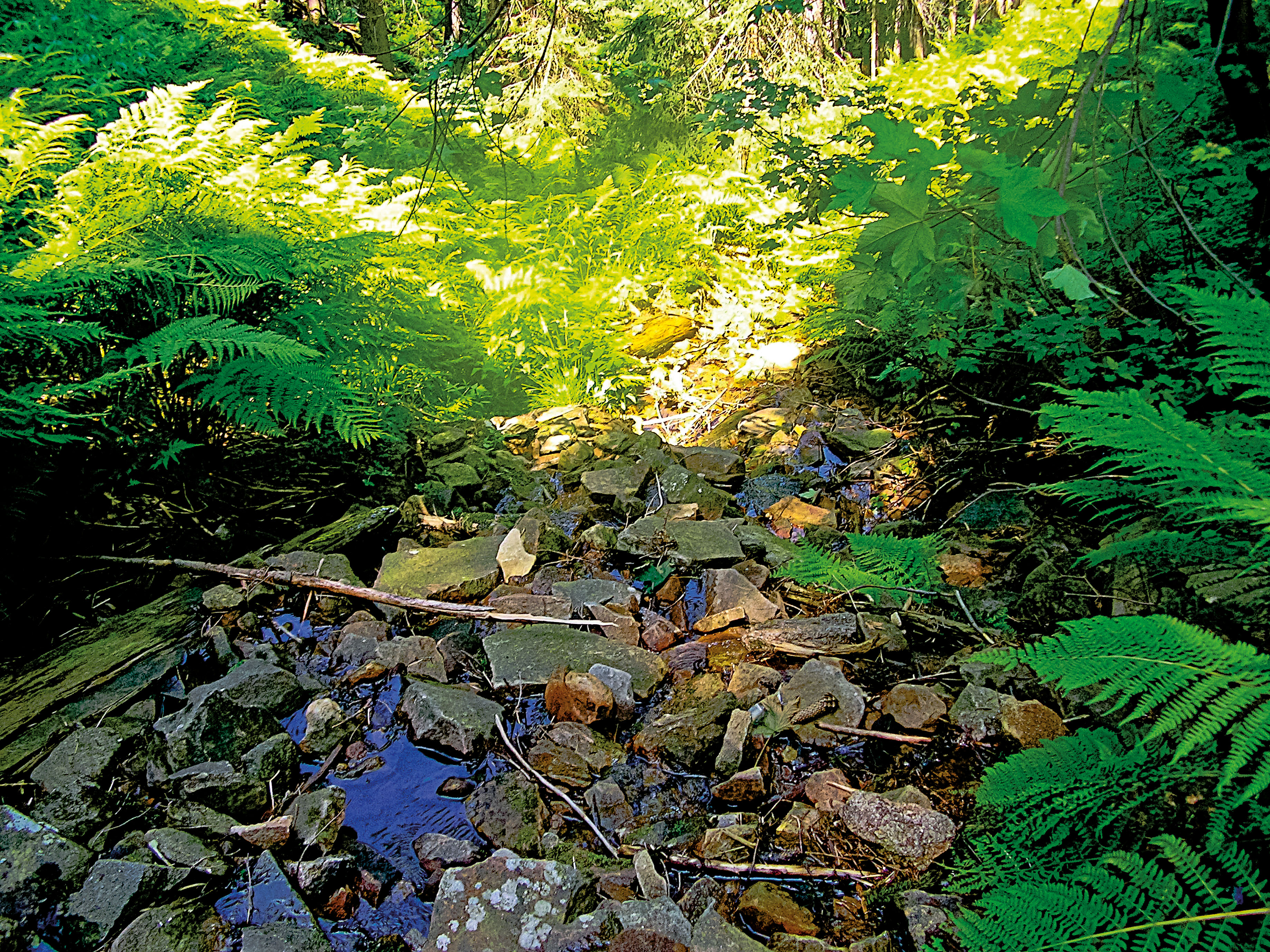
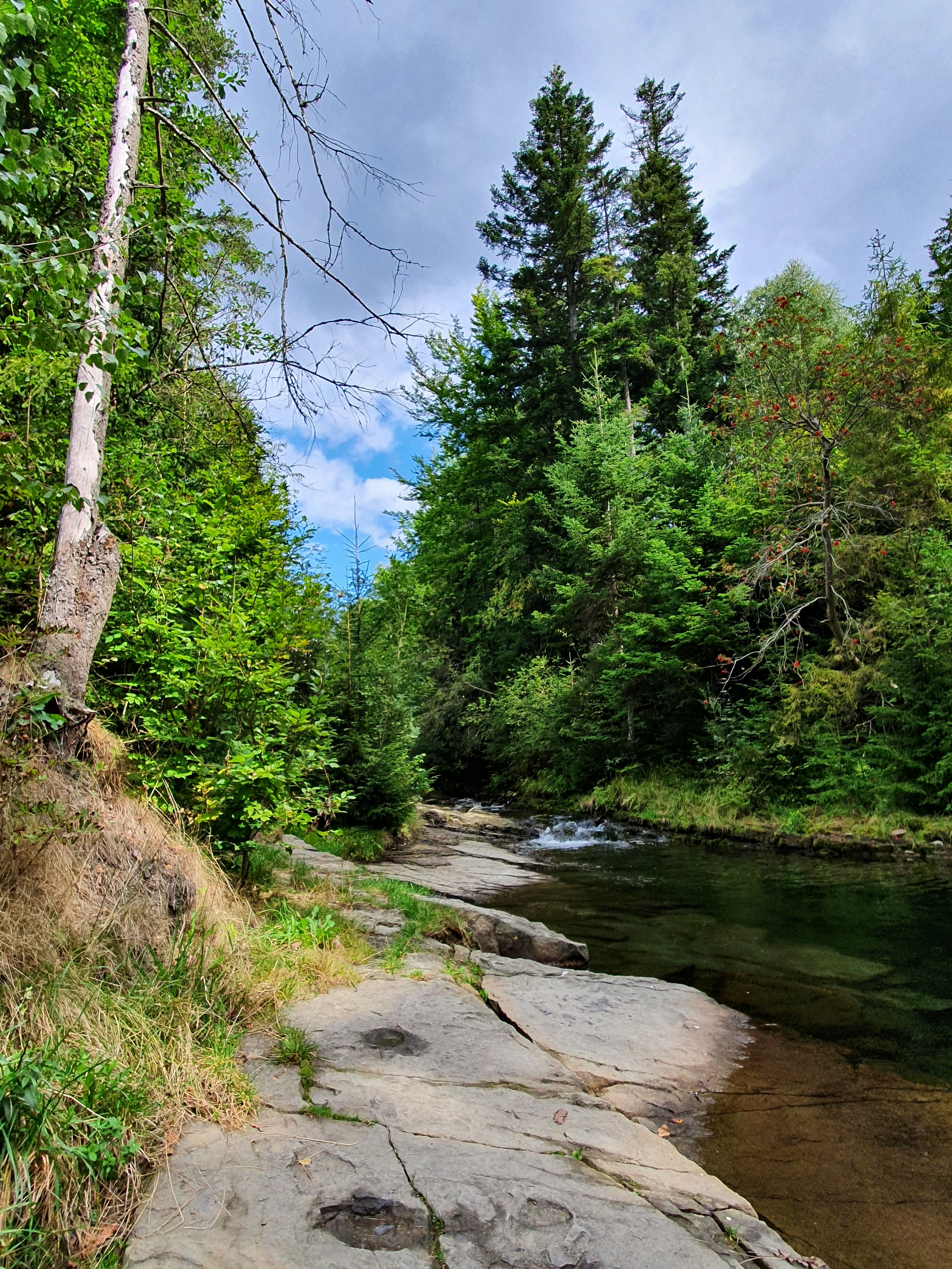